# Pseudosbeckia swynnertonii
Pseudosbeckia swynnertonii är en tvåhjärtbladig växtart som först beskrevs av Baker f., och fick sitt nu gällande namn av Abílio Fernandes och Rosette Mercedes Saraiva Batarda Fernandes. Pseudosbeckia swynnertonii ingår i släktet Pseudosbeckia och familjen Melastomataceae. Inga underarter finns listade i Catalogue of Life.